# Jean-Robert Léonidas
Jean-Robert Léonidas, né le 11 juin 1946 à Jérémie en Haïti, est un écrivain haïtien qui a exercé la médecine avant de se consacrer à la littérature et à l'écriture.

## Biographie

### Jeunesse et carrière professionnelle
Jean-Robert Léonidas est né en 1946 à Jérémie, la métropole du sud-ouest d'Haïti.Il a fait ses études primaires chez les frères de l'instruction chrétienne de la ville de Jérémie et ses études secondaires au collège saint Louis. Il y fait ses humanités. Il s'initie en même temps à la musique. 
Il fait des études médicales à Port-au-Prince. Il passe une année de résidence hospitalière dans la ville des Cayes où il enseigne la pharmacologie à l'école des infirmières de cette ville. Il s'initie à l'hygiène publique et à la médecine préventive pendant une autre année passée au village de Thomazeau. Un voyage le conduit en 1973 aux États-Unis. Il se spécialise en médecine interne et en endocrinologie. Spécialiste des glandes endocrines, il tient un cabinet de médecin à Brooklyn et est professeur associé de médecine à Downstate University, Brooklyn, New York. Il signe des articles scientifiques dans des revues médicales américaines et européennes (American Journal of Medicine, New York State Journal of Medicine, Journal of the National Medical Association, Cutis, Lancet).  En même temps, il écrit des textes culturels et littéraires dans l'hebdomadaire Haïti-Progrès basé à New York.

### Activités culturelles et littéraires
À partir de 1992, ses publications prennent une allure plus littéraire jusqu'à sa retraite anticipée en juillet 2008 où il décide de quitter pour toujours la médecine pour s'attacher à la littérature.
Jean-Robert Léonidas publie, enseigne, donne des conférences, informe les compatriotes, dispense des cours pour collègues en instance d'insertion. Haïti-progrès lui ouvre ses colonnes pour la littérature et des comptes rendus de lecture. Professeur de médecine clinique, praticien et académicien pendant trente ans, il prend sa retraite en juillet 2008 pour s’attacher uniquement  à l’écriture. Dans la Grande-Anse natale (Jérémie, Haïti), il est professeur de français pour étudiants-maîtres (formation initiale accélérée, ministère de l'éducation nationale). Et il continue d’écrire ardemment.
Écrivain, poète, romancier, Jean-Robert Léonidas est un passionné des lettres. « La médecine est son épouse et la littérature sa maîtresse » dit Joël Desrosiers, lui-même médecin, écrivain et poète.
Dans une critique du roman Les Campêches de Versailles, Hugues Saint-Fort écrit : « L'écriture de Jean-Robert Léonidas est une écriture hautement littéraire. Le travail sur le langage atteint un degré de raffinement rarement dépassé dans notre littérature ». Son second roman A chacun son big-bang offre une double source à la jubilation ; « La musicalité des mots ... confère au texte une aura poétique à la hauteur d'un Mario Vargas Llosa ». Selon un autre critique, « Le roman se laisse lire d'un trait, et cela est dû à une écriture imagée et descriptive, des phrases bien balancées et cadencées au rythme harmonieux d'une syntaxe décontractée ». D'après Dana Shismanian, Rythmique incandescente est un « volume d'exception qui place Jean-Robert Léonidas dans le rang des grandes plumes de la littérature francophone contemporaine ». 

## Œuvres
- Essais : 
  - Sérénade pour un pays ou la génération du silence, Montréal, Cidihca, 1992, 134 p.
  - Prétendus créolismes. Le couteau dans l'igname, Montréal, Cidihca, 1995, 228 p. (sur le bilinguisme haïtien).
  - Mon Roumain à moi est au ciel, Port-au-Prince, Presses Nationales d'Haïti, 2007.
  - Rêver d’Haïti en couleurs - Colorful Dreams of Haiti, Montréal, Cidihca, 2009 ; photographies de Frantz Michaud.
  - « Réinventer l’enfance », dans In Las Palabras pueden : Los escritores y la Infancia, Unicef, 2007, p. 754-756.
  - « Tiga ma cicatrice », dans Extrait de Haïti par monts et par mots, Un atlas littéraire, ouvrage collectif, Haïti, Étonnants Voyageurs, 2009.
  - Ce qui me reste d'Haïti : fragments et regards, Montréal, Cidihca, 2010, 179 p.
  - en collaboration avec Hélène Tirole : L'Impertinence du mot, Riveneuve éditions, 2018.

- Romans :
  - Les Campêches de Versailles, Montréal, Cidihca, 2005, 300 p.
  - A chacun son big-bang, Éditions Zellige, Léchelle, 2012[6].
  - Retour à Gygès, Éditions Zellige, Léchelle, 2017.

- Poésie : 
  - Parfum de Bergamote, Montréal, Cidihca, 2007, 117 p.
  - Rythmique incandescente, Paris, Riveneuve éditions, 2011[5],« Entretien avec Jean-Robert Léonidas, auteur de « Rythmique Incandescente » », sur e-Karbe. L'actualité culturelle du monde caribéen, 28 mars 2012.
  - Voix hautes pour Tombouctou, Éditions Tombouctou, 2013.